# فلورا دونلاب
فلورا دونلاب (بالإنجليزية: Flora Dunlap)‏ هي عاملة اجتماعية أمريكية، ولدت في 27 فبراير 1872، وتوفيت في 26 أغسطس 1952.